# Svědomí
Svědomí je vnitřní instance, „mlčenlivé volání“, které vede soudy člověka o tom, co sám způsobil nebo co se chystá způsobit. Navazuje na lidskou schopnost sebereflexe, tj. schopnost uvažovat o sobě samém, „podívat se“ na sebe jinýma očima než je pohled vlastního zájmu a prosazování. Proto se svědomí chápe jako podstatný příznak a atribut lidské osoby a vyžaduje si respektování ze strany druhých i společnosti (svoboda svědomí). Naopak tam, kde má člověk ujistit druhé o upřímnosti svých úmyslů, slibuje „na svou čest a svědomí“ (např. poslanecký nebo presidentský slib). Neurofysiologické souvislosti svědomí jsou dnes předmětem intenzivního zkoumání.

## Svědomí v češtině
V románských jazycích a v angličtině je slovo pro svědomí převzato z latinského conscientia (angl. a fr. conscience) a znamená zároveň i vědomí vůbec. Také české slovo s-vědomí znamenalo původně společné vědění o něčem a označovalo ve staré češtině svědectví. Současný význam odtud převzal prvek objektivity a závaznosti, paměť věci tak, jak se odehrála, ale přenesl jej do „vnitřního fóra“ reflexe, kde je člověk sám sobě svědkem i soudcem.
V moderním významu je tedy obsažen:
- prvek objektivity či nestrannosti (svědomitý člověk se neřídí pouze prospěchem a vnějším hodnocením, nýbrž vlastním svědomím);
- prvek způsobení či zavinění („mít někoho či něco na svědomí“);
- prvek odpovědnosti („to si nevezmu na svědomí“), který se dá použít i metaforicky:

„Planetka má na svědomí vyhynutí dinosaurů.“
„Typickou okrovou barvu spraše mají na svědomí oxidy železa.“
Jednání v souladu s jedincovým svědomím vyjadřuje a požaduje ustálené spojení
„jednat podle svého nejlepšího vědomí a svědomí.“
Naopak sousloví špatné svědomí označuje stav mysli, kdy dotyčný má pocit, že provedl něco špatného, za co by se měl stydět, i když o tom nikdo jiný neví.

## Svědomitost
Výrazy svědomitost, svědomitý jsou od slova svědomí odvozeny, jejich význam je však poněkud posunut směrem k výsledku. Původně snad znamenaly, že dotyčný "(koná) v souladu se svým svědomím", dnes se chápou především ve významu "(koná) co nejlépe, pečlivě" (opak: nesvědomitě). Přesto je v nich přítomen i význam "spolehlivý": svědomitý člověk pracuje dobře, i když není pod dohledem nebo hrozbou, protože se řídí svým svědomím.

## Svoboda a svědomí
V moderním pojetí svědomí by se mohlo zdát, že člověk je tedy suverénním soudcem svého jednání a nejednání. Svědomitý člověk ale dobře cítí, že i když nepodléhá žádnému vnějšímu nátlaku, přesto ho svědomí často vede k tomu, aby své minulé jednání odsoudil nebo aby něco neudělal, i kdyby se mu třeba chtělo. Své svědomí nemá v ruce a nemůže s ním disponovat.
Kant proto přejímá starou stoickou a křesťanskou myšlenku, že člověk, který udělá, co ho právě napadne, není vůbec svobodný, nýbrž je naopak otrokem svých nálad a choutek. Svoboda naproti tomu vyžaduje určité sebeovládání podle mravního řádu, který se dá podle Kanta shrnout kategorickým imperativem: „Jednej vždy tak, aby se maxima tvého jednání mohla stát zákonem pro všechny“.
Kantův imperativ tedy předpokládá jen axiomatické přesvědčení, že všichni lidé jsou si z mravního hlediska rovni. Toto příliš úzké založení rozšířil německý sociolog Niklas Luhmann o povinnost člověka starat se o jistou konsistenci svého jednání. Svědomí je podle něho jakousi kontrolní instancí, která zajišťuje soudržnost vlastní osoby, soulad jejích jednání během života. To odpovídá Heideggerově „možnosti být vcelku“, což je právě to, k čemu člověka jeho svědomí „mlčky volá“. Heidegger na jedné straně odmítá „vulgární“ představu, že by hlas svědomí pocházel zvenčí, na druhé straně ale svědomí rozhodně není ani mým výkonem a něčím, čím bych mohl volně disponovat.

## Svědomí a autorita
Kant tedy uznává, že právě lidská svoboda vyžaduje jisté pravidlo jednání, které si ovšem podle něho člověk ukládá sice nutně, ale sám jako autonomní bytost. Tím se liší od tradičního přesvědčení, že pravidla mravního života, jimiž se má řídit i svědomí, jsou člověku uložena Bohem nebo u stoiků jeho přirozeností čili přírodou. Takovým společným základem autoritativního mravního měřítka bylo pro celou západní tradici biblické Desatero nebo aspoň jeho druhá část, která zakazuje zabití, sexuální deviace, krádež, lež a závist. Jak ukazuje MacIntyre, teprve na tomto společném základě je možné také respektovat svědomí druhého, a tedy i svobodná společnost.
Tuto nezbytnou míru soudržnosti lidských společností udržovala ve všech starších společnostech – a v mnohých udržuje dodnes – nepochybná autorita náboženská. Někde byla a je velmi rigidní, v židovství a zejména v křesťanství je však vždy doplněna tím, že tyto základní příkazy se musí v každém jednotlivém případě a v každé situaci ještě vyložit (interpretovat) a právě tím se otevírá prostor pro individuální svědomí. Jeho úloha se ostatně od vrcholného středověku stále posilovala, až umožnila moderní svobodu svědomí, v jiných kulturách zcela neznámou. Všechny křesťanské církve dnes uznávají, že člověk je na prvním místě vázán svým svědomím, pro něž jsou ovšem autoritativní zákazy a příkazy Boží důležitým vodítkem.

## Svědomí a výchova
Mezi svobodou, chápanou jako naprostá autonomie člověka, a měřítky svědomí je nicméně jisté napětí. Řešení tohoto dilematu snad spočívá v tom, že „měřítka“ svědomí jsou člověku daná či vrozená jen zčásti a jako předpoklady, které je třeba rozvinout a osvojit výchovou. I když současní sociobiologové soudí, že tato část je podstatná, svědčí proti tomu jistá historická proměnlivost těchto měřítek. Tak se v tradičních společnostech považovalo za mravní povinnost podílet se na obraně obce nebo státu, kdežto v současnosti u mnohých převládá přesvědčení, že užívat zbraně je obecně nemravné. Nicméně tyto rozdíly by neměly zastřít skutečnost, že základní mravní měřítka jsou naopak všem kulturám společná.

## Svědomí a mozek
Univerzální povahu svědomí silně podporují i současné neurofyziologické výzkumy o souvislostech svědomí, mravních soudů a mozku. V těchto činnostech se předně aktivují určité oblasti mozku (např. prefrontální kortex) a pokud jsou poškozeny, člověk ztrácí určité zábrany. Pokud jsou poškozeny v dětství, může se stát, že dítě si tuto oblast myšlení a rozhodování vůbec nevybuduje. Interpretovat tato zjištění není jednoduché. Zdá se, že člověk je fyziologicky vybaven jistou schopností preventivního i následného "posuzování" (viz například stud), její přesnější obsahy se však patrně získávají v průběhu dětství a socializace.